# L'ultimo Yankee
L'ultimo Yankee (The Last Yankee) è un'opera teatrale del drammaturgo statunitense Arthur Miller, debuttato a New York nel 1993. Il dramma era stato precedentemente presentato due anni prima in una versione ridotta della durata di soli venti minuti all'Ensemble Studio Theatre.

## Trama
In un ospedale psichiatrico, due donne ricevono le visite dei mariti. Leroy e Patricia Hamilton sono sposati da molti anni e hanno avuto sette figli, mentre John e Karen Frick non riescono a concepire. Il primo atto vede i due uomini nella sala d'attesa dell'istituto pscichiatrico. Patricia entra ed esce da ospedali da anni e Leroy ci ha ormai fatto l'abitudine, mentre John fa fatica ad accettare la malattia mentale della moglie, ricoverata da pochissimo. Intanto, Patricia e Karen hanno fatto amicizia ed hanno paura di separarsi ora che la prima si sente abbastanza in sé da poter essere finalmente dimessa.

## Storia degli allestimenti
Una prima versione del dramma, della durata di venti minuti, andò in scena nel giugno 1991 all'Ensemble Studio Theatre di New York e vedeva come protagonisti solo John Frick e Leroy Hamilton nella sala d'attesa dell'ospedale psichiatrico, in attesa in vedere le rispettive mogli. I due non potrebbero essere più diversi: John è un rampante capitalista che ha costruito una vita agevole per sé e per la moglie, mentre Leroy è un povero falegname che fatica a mantenere la moglie e i sette figli. L'unica cosa che i due hanno in comune è la fatica nell'accettare la malattia mentale delle mogli.
La versione definitiva de L'ultimo Yankee fu messa in scena al New York City Center Stage II, dove rimase in cartellone per 64 repliche dal 5 gennaio al 7 marzo 1993. John Tilliger curava la regia, mentre il cast comprendeva Tom Aldredge (John), Frances Conroy (Patricia), Rose Gregorio (Karen), John Heard (Leroy) e Charlotte Maier (paziente). Particolarmente apprezzata fu l'interpretazione della Conroy, che le valse l'Obie Award.
La prima britannica andò in scena contemporaneamente all'esordio newyorchese, con repliche a partire dal 26 gennaio al Young Vic. David Thacker curava la regia, mentre il cast annoverava Helen Burns, Peter Davison, Zoë Wanamaker, David Healy e Bethany Hanson. Il dramma ebbe un buon successo di critica e pubblico e, al termine delle repliche al Young Vic fu immediatamente trasferito nel più commerciale West End. La pièce fu candidata al Laurence Olivier Award alla migliore nuova opera teatrale e per la sua interpretazione la Burns vinse il Laurence Olivier Award alla miglior attrice non protagonista.
John Crowther diresse la prima italiana de L'ultimo Yankee, prodotta da Carla Romanelli al Festival dei Due Mondi di Spoleto nel 1994 in una traduzione di Masolino d'Amico. La Romanelli recitava nella parte di Patricia, accanto a Isa Barzizza, Daniela Poggi, Ray Lovelock e Glauco Onorato.